# Mit brennender Sorge
Mit brennender Sorge (česky S palčivou starostí) je německy psaná encyklika, kterou vydal papež Pius XI. 14. března 1937 jakožto reakci na nacismus a jeho vládu v Německu. Jde o jednu z prvních encyklik, které dosáhly světového věhlasu a překročily hranice katolického světa, a ve své době jeden z mála oficiálních dokumentů Svatého stolce, který nebyl v originále napsán latinsky.

## Vznik a obsah
Pius XI., v té době těžce nemocný, encykliku sám nepsal, pouze překontroloval a snad velmi mírně upravil text, který na jeho pokyn připravili kardinálové Faulhaber a Pacelli, když první vytvořil koncept textu a druhý provedl jen několik menších zostřujících změn.
Encyklika se zabývala situací církve v Německu, popisovala její těžkou situaci a masové porušování konkordátu ze strany Třetí říše, a byť nacismus přímo nejmenovala, ostře odsuzovala jeho filosofické základy, spočívající v rasismu a vypjatém nacionalismu. Souběžně s touto encyklikou byla vydána encyklika Divini redemptoris, která odsoudila komunismus.

## Reakce
Protože hrozilo nebezpečí, že nacisté znemožní její distribuci a čtení, nebyla encyklika předem ohlášena a po tajném vytištění a distribuci byla na květnou neděli (21. března) 1937 čtena v německých kostelích. Orgány nacistického Německa ji označily za útok proti nim a tvrdě zaútočily na církev. Vrchol slovních reakcí přišel v Goebbelsově projevu z 28. května, v němž německý ministr propagandy vyslovil na adresu Svatého stolce „poslední varování“ a označil jej za nepřátelskou mocnost. Hitlerova vláda se sice rozhodla, že pro likvidaci církve dosud není ta správná doba, ale neváhala přikročit k perzekucím jednotlivců podílejících se na distribuci encykliky a radikálně omezila možnosti německé církve informovat své věřící a komunikovat se Svatým stolcem.
Encyklika byla obecně vnímána jako jasné odsouzení nacismu a jako takové se jejímu textu dostalo masového rozšíření a určité podpory ve světě. Na druhé straně forma této podpory byla v drtivé většině pouze slovní. Pius XI. i němečtí katolíci byli tímto výsledkem velice zklamáni, protože očekávali, že se věci církve dostane ve světě mnohem větší a hmatatelnější podpory. Fakticky tak byly potvrzeny názory těch, kteří nevěřili, že otevřená kritika nacismu ze strany papeže může něco změnit.
Encyklika nepochybně vedla k vyostření pronásledování církve v Německu a k perzekucím jednotlivých osob z řad řadových věřících, kterým byla prokázána účast na jejím rozšíření. Na druhou stranu její vydání znamenalo, že žádný vážný katolík již nadále nemohl považovat podporu nacismu za slučitelnou s jeho vírou.

## Citáty
| „ | Ti, kdo povyšují rasu, národ či některou z jeho konkrétních forem, představitele státní moci anebo jiné základní prvky lidské společnosti na normu, jež převyšuje vše, včetně náboženských hodnot, převracejí a falšují řád věcí stvořených podle boží vůle | “ |

| „ | Jen povrchní duše mohou upadnout do bludu, kdy hovoří o národním Bohu a národním náboženství, jen povrchní duše se mohou pustit do bláznivého pokusu uvěznit Boha, Stvořitele veškerého světa, do hranic jednoho národa, tělesné omezenosti jedné jediné rasy | “ |